# フォーリン・アフェアーズ
『フォーリン・アフェアーズ』（Foreign Affairs）は、アメリカの外交問題評議会（CFR）が発行する外交・国際政治専門の隔月発行政治雑誌。

## 概要
1922年9月15日創刊。外交・国際政治関係の雑誌。第二次世界大戦後に発表され、来たるべき冷戦を分析したジョージ・F・ケナンの『X論文』（題名：「ソ連の対外行動の源泉」）や、冷戦終結後の文明間の対立を予測したサミュエル・P・ハンティントンの「文明の衝突」など、その時代を代表する外交・国際政治や国際経済に関する論文が発表される場となった
冷戦後には、政治・外交・軍事に加えて、感染症、経済、金融などのトランスナショナルなテーマも数多く取り上げられるようになった。
過去に12人のアメリカの国務長官（日本における外務大臣に相当する）が論文を寄稿している他、各国の元首クラスや閣僚、学者や財界人など多数が寄稿している。
2007年夏以降、2008年のアメリカ大統領選挙候補たちによる一連の論文を掲載したことも話題となった。バラク・オバマ大統領も、ヒラリー・クリントン国務長官も、大統領候補としてそれぞれ外交論文を発表している。2008年にはコンドリーザ・ライス国務長官がブッシュ外交の回顧をテーマに、ヘンリー・ポールソン財務長官米中戦略対話をテーマに、そして、フレッド・バーグスティンが米中G2構想をテーマとする論文を発表した。
英語版は隔月で発行され、英語版の他にも、日本語版、ロシア語版、スペイン語版がある。

## 日本における『フォーリン・アフェアーズ』
日本では、1991年から1998年までは『中央公論』（中央公論新社）で、1998年から2008年9月までは月刊『論座』（朝日新聞社）で、一部論文の邦訳が紹介されてきた。また2008年3月からは、フォーリン・アフェアーズ・ジャパン（東京都文京区）から、論文だけでなく、英語版には掲載されていない同誌を発行するシンクタンク米外交問題評議会でのリポートやミーティング、研究員へのインタビューなどを掲載した『フォーリン・アフェアーズ日本語版＝Foreign Affairs and CFR Papers』が月刊の直接定期購読誌として出版されてきた。
日本語版は2009年2月号を最後に休刊されたが、その後継メディアとして2009年3月から『フォーリン・アフェアーズ・リポート（月刊誌）』がフォーリン・アフェアーズ・ジャパンから直接定期購読誌として出版されている。

## 著名な寄稿者
カッコ内は寄稿当時の肩書き
北米
- アメリカ合衆国
  - フランクリン・ローズヴェルト（大統領）
  - リチャード・ニクソン（大統領）
  - バラク・オバマ（大統領）
  - ウィリアム・バンディ（国防次官補、国務次官補、『フォーリン・アフェアーズ』編集長）
  - ロバート・マクナマラ（国防長官、世界銀行総裁）
  - ヘンリー・キッシンジャー（国際政治学者、ハーバード大学教授、国家安全保障担当補佐官、国務長官）
  - ズビグニュー・ブレジンスキー（国際政治学者、コロンビア大学教授、国家安全保障担当補佐官）
  - アレン・ダレス（CIA長官）
  - ジョージ・ケナン（外交官）
  - エドウィン・ライシャワー（元駐日大使、ハーバード大学教授）
  - ポール・クルーグマン（経済学者、プリンストン大学教授）
  - ジョセフ・ナイ（国際政治学者、ハーバード大学教授、安全保障担当国防次官補）
  - サミュエル・ハンティントン（政治学者、ハーバード大教授）
  - ロバート・サミュエルソン（経済コラムニスト）
  - ジェームズ・ベーカー（国務長官、財務長官）
  - マデレーン・オルブライト（国務長官）
  - コーリン・パウエル（国務長官、統合参謀本部議長）
  - コンドリーザ・ライス（国際政治学者、国務長官、スタンフォード大学教授）
  - ピーター・ドラッカー（経営学者、クレアモント大学教授）
  - サミュエル・パルミサーノ（IBM最高経営責任者）
  - ジョージ・ソロス（投資家、篤志家）

アジア
- 日本
  - 吉田茂（内閣総理大臣）
  - 細川護煕（内閣総理大臣）
  - 榊原英資（大蔵省財務官）
  - 岸田文雄（内閣総理大臣）
- 台湾
  - 李登輝（総統）
- 韓国
  - 金大中（大統領）
- シンガポール
  - リー・クアンユー（首相）

ヨーロッパ・アフリカ
- オランダ
  - カレル・ヴァン・ウォルフレン（ジャーナリスト）
- イギリス
  - トニー・ブレア（首相）
- 南アフリカ共和国
  - ネルソン・マンデラ（大統領）

## 外交問題評議会（CFR)
企業会員：
ABCニュース、AIG、バンクオブアメリカ、ブルームバーグ、ボーイング、シティ・グループ、シェブロン、コカ・コーラ、デビアス、エクソン・モービル、FedEx、フォード・モーター、ジェネラル・エレクトリック、ジェネラル・モーターズ、ゴールドマン・サックス、Google、IBM、JPモルガン・チェース、マッキンゼー、メリル・リンチ、ロッキード・マーチン、コールバーグ・クラビス・ロバーツなど